# بنات الملاكمة (مسلسل)
بنات الملاكمة، مسلسل تلفزيوني سعودي درامي، بدأ عرضه في 17 فبراير 2019 يناقش قضية فتاة شابة طموحة تقوم بافتتاح صالة ألعاب رياضية في السعودية وتبدأ بتدريب النساء الشابات على فنون الملاكمة.

## أحداث المسلسل
شابات في مقتبل العمر لكل منهن حكايتها الخاصة، بعضهنّ يواجهن رفضاً من مجتمعهنّ الضيق، وأخريات يقرّرن التصدي للتحديات اليومية من خلال رياضة الملاكمة، ضمن الدراما السعودية الشبابية، «بنات الملاكمة» من كتابة أفنان القاسمي وإخراج سمير عارف وإنتاج «O3 للإنتاج» وبالتعاون مع "Twofour54". تختلف طبيعة العمل عن الدراما السعودية السائدة، فبطلاته شابات مكافحات، يواجهن ظروف الحياة المختلفة، يعتمد العمل على العنصر الشبابي النسائي بصورة خاصة، ويجمع كل من ميلا الزهراني، فاطمة الحوسني، عبد العزيز السكيرين،آلاء شاكر، دانة آل سالم، العنود سعود، عبير سندر، نورا عصر، علي الشريف، شعيفان العتيبي، محمد مشعل، راكان، زهير حيدر، وبمشاركة زارا البلوشي، شجرة الدر.

### مواسم
| موسم | موسم | عدد الحلقات | العرض الأول    | العرض الأول   |
| موسم | موسم | عدد الحلقات | بداية الموسم   | نهاية الموسم  |
| ---- | ---- | ----------- | -------------- | ------------- |
|      | 1    | 17          | 17 فبراير 2019 | 11 مارس 2019  |
|      | 2    | 30          | 15 مارس 2020   | 23 أبريل 2020 |

## البطولة
- ميلا الزهراني
- فاطمة الحوسني
- عبد العزيز السكيرين
- دانة آل سالم
- نورا عصر
- آلاء شاكر
- العنود سعود
- عبير سندر
- محمد مشعل
- راكان يوسف
- زهير حيدر
- شجرة الدر (ممثلة)
- علي الشريف (فنان سعودي)
- زارا البلوشي
- شفيقة يوسف
- شعيفان محمد العتيبي
- نور حسين
- فارس الخالدي